# Noémie Gelders
Pour les articles homonymes, voir Gelders.
Noémie Gelders est une joueuse de football belge née le 15 novembre 1996. Elle joue actuellement au Royal Standard de Liège.

## Biographie
Elle a fait une partie de ses classes de jeune à l'ASE de Chastre où elle a pu jouer avec François Piras.

## Palmarès
- Vainqueur de la Coupe de Belgique en 2018 avec le Standard de Liège, en 2022 avec le RSC Anderlecht et en 2023 avec le Standard de Liège
- Finaliste de la Coupe de Belgique en 2016 et 2017 avec le RSC Anderlecht

Championne de Belgique 2022 avec RSC Anderlecht.